# Menestreau
Menestreau – miejscowość i gmina we Francji, w regionie Burgundia-Franche-Comté, w departamencie Nièvre.
Według danych na rok 1990 gminę zamieszkiwało 112 osób, a gęstość zaludnienia wynosiła 6 osób/km² (wśród 2044 gmin Burgundii Menestreau plasuje się na 798. miejscu pod względem liczby ludności, natomiast pod względem powierzchni na miejscu 496.).